# Dolcevita TV
Dolcevita TV was een themakanaal van de NPO, dat verzorgd werd door de KRO, waar programma's te zien waren over het beste uit het leven. Dolcevita TV was te zien via internet.